# Iijima
Iijima (jap. 飯島町 Iijima-machi) – miasto w Japonii, na wyspie Honsiu, w prefekturze Nagano. Według danych na rok 2020 miejscowość zamieszkiwało 9 004 mieszkańców , a gęstość zaludnienia wyniosła 103,5 os./km².